# Will Kymlicka

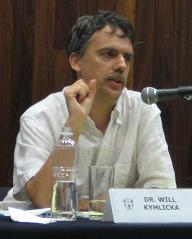
Will Kymlicka

Will Kymlicka, född 1962 i London, Ontario, är en kanadensisk politisk filosof, mest känd för sina forskningsarbeten kring mångkulturalism och djuretik. Kymlicka har en bachelorexamen i filosofi och statsvetenskap från Queen's University 1984 och en filosofie doktorsexamen i filosofi från Oxford University 1987.  Han är för närvarande (2017) professor i filosofi vid Queen's University i Kingston, Ontario och återkommande gästprofessor vid forskningsprogrammet för studier i nationalism vid privata Central European University i Budapest, Ungern.

## Akademiska bidrag
Kymlickas centrala bidrag till den politiska filosofin och statsvetenskapen är hans försök att från en liberal utgångspunkt motivera och försvara behovet av specifika minoritetsrättigheter. Kymlicka har blivit en central gestalt inom den politiska filosofin. Hans viktigaste verk är Multicultural Citizenship: A Liberal Theory of Minority Rights från 1995 (utgiven på svenska 1998, Mångkulturellt medborgarskap, Nya Doxa).

### Kymlickas försvar av minoritetsrättigheter
Kymlickas försvar för specifika minoritetsrättigheter som det framställs i Multicultural Citizenship bygger på att minoritetsgrupper inte skyddas tillräckligt genom gemensamma rättigheter utan att statens beslut om språk, inre gränser och symboler gynnar bestämda etniska och nationella grupper. Kymlickas argument för varför minoritetskulturer bör skyddas sönderfaller i två delar:
1. Det första argumentet är en utveckling av John Rawls syn på rättvisa och tankar om att utjämna icke-valda ojämlikheter. Den bärande tanken är att en medlem av en minoritet bör ha samma möjligheter att utöva sin kultur som en medlem av en majoritet. Eftersom en minoritet kan vara missgynnad i samhället och påverkas av majoritetens ekonomiska och politiska beslut och överbjudas eller röstas bort när det gäller resurser och/eller politik som är avgörande för kulturen - menar Kymlicka att grupprättigheter som territoriell autonomi, vetorätt, garanterad representation i institutioner samt land- och språkrättigheter kan bidra till att avhjälpa nackdelarna genom att reducera sårbarheten för majoritetens beslut. Poängen med grupprättigheter är alltså inte att gynna någon specifik grupp utan att göra minoriteterna lika gynnade som majoriteten oundvikligen blir.
2. Det andra argumentet är att särrättigheter främjar individuell frihet och (vilket är en klassisk liberal syn) att friheten är intimt förknippad med, och beroende av kulturen.[1]

Kymlicka ställer vissa krav på minoriteterna för att de skall skyddas av rättigheter - de skall vara internt liberala. Med det menar han att de inte skall diskriminera medlemmarna på grund av ras, kön eller sexuell läggning och styras enligt demokratiska principer.

### Kritik och diskussion kring Kymlicka
Kymlicka och andra mångkulturalister har fått kritik från bland annat feministiskt håll, framför allt från den amerikanska filosofen och statsvetaren Susan Moller Okin som kritiserat Kymlicka för att inte fästa tillräcklig uppmärksamhet på ojämlikheter inom minoriteter. Moller Okin menar att det finns en fara i att skydda kulturer eftersom de är uppbyggda på ett förtryck av och kontroll över kvinnorna. Mot denna kritik har invänts att man inte bör villkora utjämning av ojämlikheter om det, som Kymlicka påpekar, handlar om behandla minoriteter på samma sätt som majoriteter.

## Centrala verk
- Politics in the Vernacular: Nationalism, Multiculturalism, Citizenship (Oxford: Oxford University Press, 2001). ISBN 0-19-924098-1
- Finding Our Way: Rethinking Ethnocultural Relations in Canada (Oxford: Oxford University Press, 1998). ISBN 0-19-541314-8
- Multicultural Citizenship: A Liberal Theory of Minority Rights (Oxford: Oxford University Press, 1995). ISBN 0-19-829091-8 Svensk översättning. Mångkulturellt medborgarskap (Nora: Nya Doxa, 1998) ISBN 91-578-0031-6
- Contemporary Political Philosophy: An Introduction (Oxford: Oxford University Press, 1990/2001). ISBN 0-19-878274-8. Svensk översättning. Modern politisk filosofi: En introduktion (Nora: Nya Doxa, 1995). ISBN 91-88248-68-2
- Liberalism, Community, and Culture (Oxford: Oxford University Press, 1989/1991). ISBN 0-19-827871-3